# 3-メチル-2-ブテン-1-チオール
3-メチル-2-ブテン-1-チオール（英: 3-Methyl-2-butene-1-thiol）は、有機硫黄化合物の一種。ビールが太陽光や蛍光灯の光に曝されることにより生じる、いわゆる日光臭の原因物質である。

## 生成
ホップの苦味成分であるイソα酸の側鎖が520nm以下の波長の紫外線を受け開裂し、アミノ酸から発生したSHラジカルと結合することにより生成する。淹れたてのコーヒーからも生じるが、短時間で消失するため、コーヒーの淹れたて感賦与剤としては2-フルフリルメチルスルフィドなどの代替品が使用される。日本酒にも含まれると考えられている。嗅覚閾値は0.0002ppb（1ppbは十億分の一）と強い臭気を持つ。日本の消防法では危険物第4類第2石油類に区分される。